# Acid naftionic
Acidul naftionic este un compus organic cu formula chimică C10H6(SO3H)(NH2). Este un exemplu de acid aminonaftalensulfonic (acid sulfonic derivat de la 1-naftilamină). Este un solid alb, iar uneori are aspect gri.